# Beverley Cross
Beverley Cross ou Alan Beverley Cross, né le 13 avril 1931 dans le Grand Londres et mort le 20 mars 1998 au même endroit, est un dramaturge, créateur de livrets et scénariste britannique.